# Östergötlands runinskrifter Fv1966;102
Östergötlands runinskrifter Fv 1966;102 är en runsten vid Sankt Laurentii kyrka i Söderköping. Den kan utifrån drakhuvudet som är sett uppifrån dateras till 1010-1050. Stenen hittades 1965 i norra kyrkomuren och står nu rest mellan kyrkan och klockstapeln.

## Inskriften
Translitterering av runraden:
kunuatr : raisþi : stin : þansi : eftiʀ : þurstin : auk : þurlak : suni : sina
Normalisering till runsvenska:
Gunnhvatr ræisþi stæin þannsi æftiʀ Þorstæin ok Þorlak, syni sina.
Översättning till nusvenska:
Gunnvat reste denna sten efter Torsten och Torlak, sina söner.